# Gunnar Tjörnebo

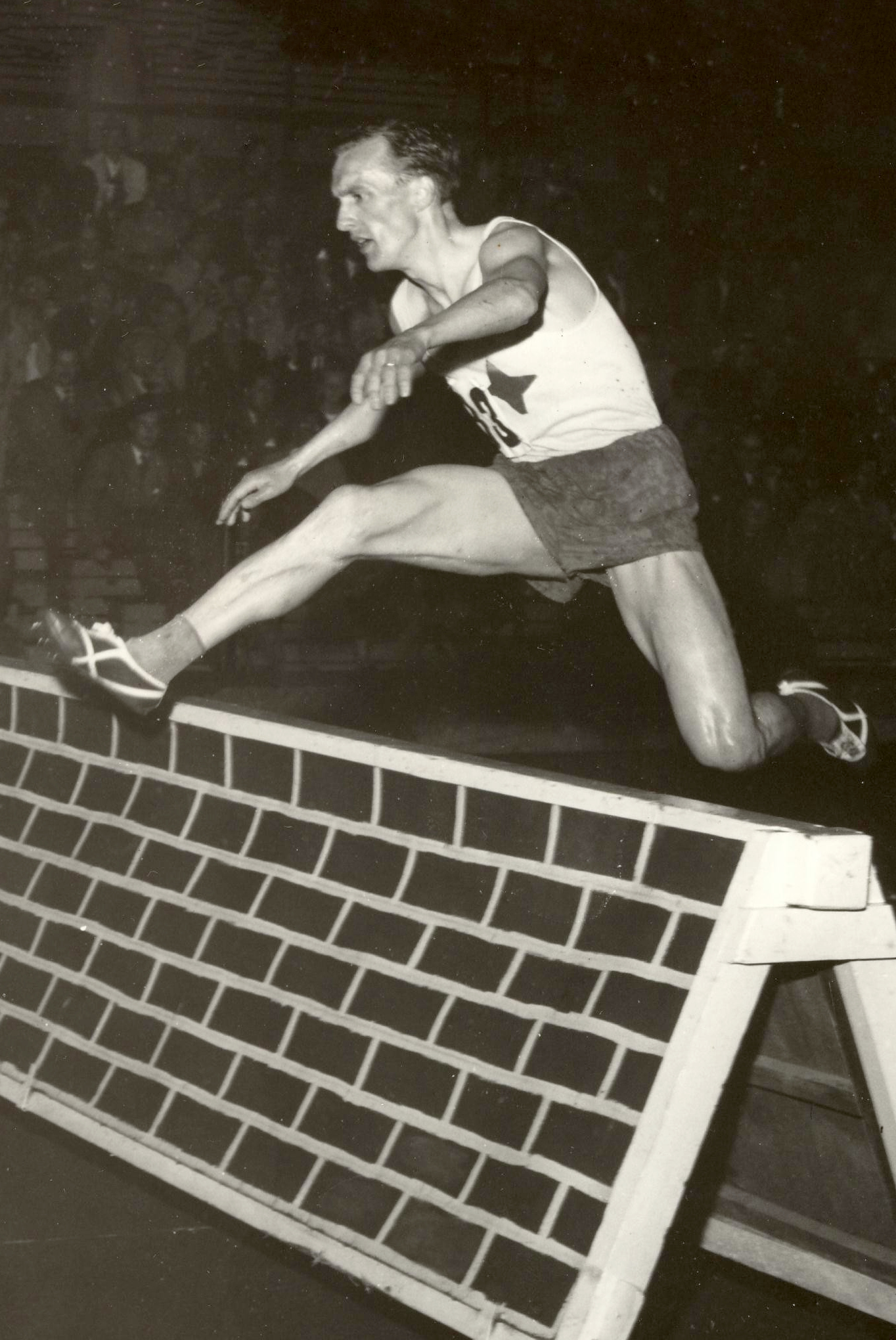
Gunnar Tjörnebo (ca. 1960)

Gunnar Tjörnebo (Karl Gunnar Alfred Karlsson-Tjörnebo; * 23. März 1927 in Tjörnarp, Höör; † 15. März 2009 in Helsingborg) war ein schwedischer Hindernisläufer.
Über 3000 m Hindernis wurde er bei den Olympischen Spielen 1952 in Helsinki Zwölfter. Bei den Leichtathletik-Europameisterschaften 1954 in Bern und den Olympischen Spielen 1956 in Melbourne schied er im Vorlauf aus.
1960 kam er bei den Olympischen Spielen in Rom auf den fünften Platz.
Seine persönliche Bestzeit in dieser Disziplin von 8:41,2 min stellte er am 30. August 1961 in Helsingborg auf.